# Morophaga sistrata
Morophaga sistrata är en fjärilsart som beskrevs av Edward Meyrick 1916. Morophaga sistrata ingår i släktet Morophaga och familjen äkta malar.
Artens utbredningsområde är Sri Lanka. Inga underarter finns listade i Catalogue of Life.